# Michael Moore (Politiker)

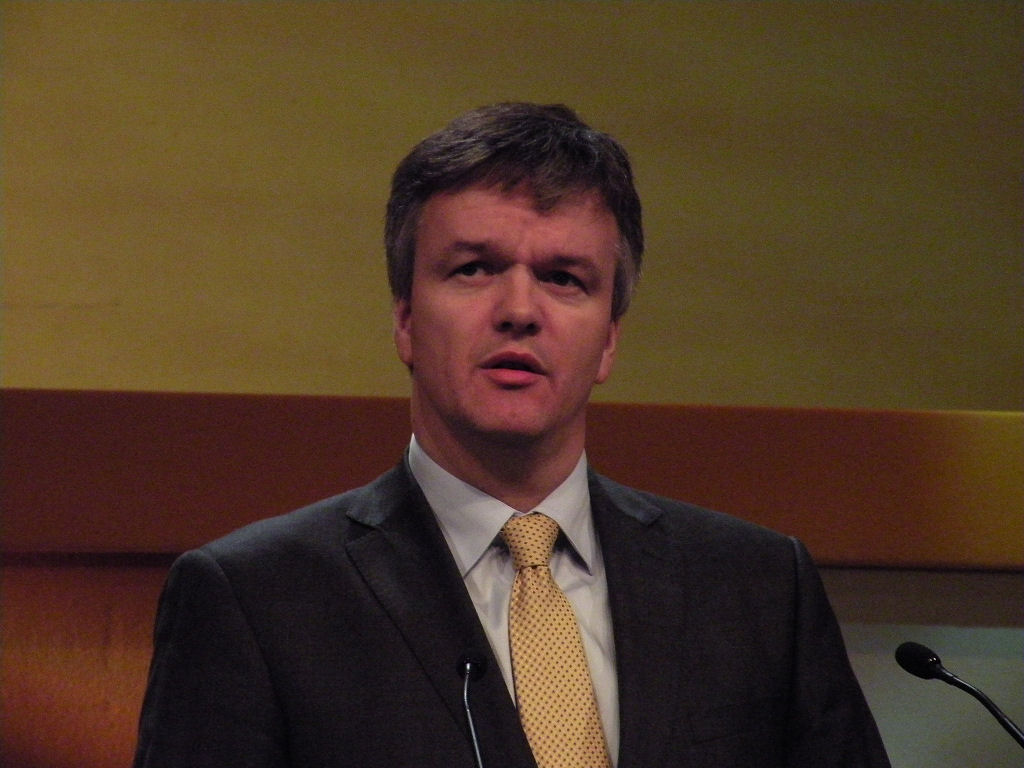
Michael Moore

Michael Kevin Moore (* 3. Juni 1965 in Dundonald, Belfast, Nordirland) ist ein britischer Politiker der Liberal Democrats und war vom Mai 2010 bis Juli 2014 Schottland-Minister (Secretary of State for Scotland).

## Biografie
Nach dem Besuch der Strathallan School in Forgandenny sowie der Jedburgh Grammar School studierte der Sohn eines Militärgeistlichen Politikwissenschaft und Geschichte an der University of Edinburgh und schloss dieses Studium 1987 mit einem Master of Arts (M.A. Politics and Modern History) ab.
Im Anschluss war er zunächst ein Jahr lang Wissenschaftlicher Mitarbeiter des liberaldemokratischen Unterhausabgeordneten Archy Kirkwood, ehe er Mitarbeiter bei der Prüfungs- und Beratungsgesellschaft Coopers & Lybrand wurde. Dort stieg er zunächst zum geprüften Buchprüfer auf und war danach von 1993 bis 1997 Manager in der Finanzabteilung des Unternehmens.
Seine politische Laufbahn begann er 1997, als er als Kandidat der Liberaldemokraten erstmals Mitglied des Unterhauses (House of Commons) wurde und zunächst als Nachfolger von David Steel die Interessen des Wahlkreises Tweeddale, Ettrick and Lauderdale vertrat. Seit der Auflösung dieses Wahlkreises im Jahr 2005 ist er Vertreter des neugeschaffenen Wahlkreises Berwickshire, Roxburgh and Selkirk.
Unmittelbar nach der Wahl wurde er erstmals zum Mitglied des Schattenkabinetts seiner Partei berufen und war zunächst Verkehrspolitischer Sprecher.
Bei den ersten Wahlen zum Schottischen Parlament am 12. Mai 1999 war er Vorsitzender der Wahlkampagne der Liberal Democrats und hatte diese Funktion auch bei den schottischen Parlamentswahlen 2003. Bei den Wahlen errang die Partei jeweils 17 Mandate und wurde damit viertstärkste Kraft nach Labour Party, Scottish National Party sowie Conservative & Unionist Party.
Daneben war er von 2000 bis 2003 Gouverneur und Vizevorsitzender der Westminister Foundation for Democracy, einer Stiftung zur Unterstützung demokratischer Projekte in Afrika und anderen Teilen der Welt.
2001 wurde er dann zum Außenpolitischen Sprecher im Schattenkabinett der Liberaldemokraten ernannt. Im Oktober 2002 wurde er außerdem Stellvertretender Vorsitzender der Scottish Liberal Democrats und bekleidete dieses Amt bis September 2010. Außerdem fungierte er von 2003 bis 2004 als Parlamentarischer Gastgelehrter (Parliamentary Visiting Fellow) am St Antony’s College der University of Oxford sowie von 2004 bis 2010 Mitglied des Rates des Royal Institute of International Affairs, dem heutigen Chatham House. Zwischen 2005 und 2006 war er Verteidigungspolitischer Sprecher seiner Partei.
Nach dem Rücktritt von Charles Kennedy als Vorsitzender der Liberaldemokraten am 7. Januar 2006 wurde er Stabschef des Nachfolgekandidaten Menzies Campbell und von diesem nach dessen Wahl zum neuen Parteivorsitzenden am 2. März 2006 wieder zum Außenpolitischen Sprecher im Schattenkabinett der Liberaldemokraten ernannt, ehe er zwischen 2007 und 2010 Sprecher für internationale Entwicklung sowie zugleich von März bis Oktober 2008 für Schottland und Nordirland war.
Am 29. Mai 2010 wurde er von Premierminister David Cameron zum Schottlandminister in dessen Kabinett ernannt und damit zum Nachfolger von Danny Alexander, der nach nur siebzehntägiger Amtszeit Nachfolger von David Laws als Chefsekretär des Schatzamtes wurde. Bei den Unterhauswahlen 2015 konnte sich Moore nicht gegen den SNP-Kandidaten Calum Kerr durchsetzen und schied in der Folge aus dem britischen Unterhaus aus.